# La Dernière Chance (film, 1945)
Pour les articles homonymes, voir La Dernière Chance.
Pour plus de détails, voir Fiche technique et Distribution.
La Dernière Chance (Die letzte Chance) est un film suisse réalisé par Leopold Lindtberg, sorti en 1945.
En 2016, le film ressort en version restaurée grâce aux efforts conjoints de la Cinémathèque suisse, de la SRF et de l'association Memoriav.

## Synopsis
En Italie en septembre 1943, un Anglais et un Américain, prisonniers de guerre évadés, sont recueillis par un curé de village qui fait passer en Suisse tous ceux qui fuient les Allemands. Aidés par un aviateur anglais, ils conduisent un groupe de réfugiés de dix nations différentes pour gagner la Suisse par la montagne. Le sacrifice de l'un d'eux permettra au groupe d'atteindre la liberté.

## Fiche technique
- Titre : La Dernière Chance
- Titre original : Die letzte Chance
- Réalisation : Leopold Lindtberg
- Scénario : Alberto Barberis, Elizabeth Montagu et Richard Schweizer
- Production : Lazar Wechsler
- Musique : Robert Blum
- Photographie : Emil Berna et Franz Vlasak
- Montage : Hermann Haller et René Martinet
- Pays d'origine : Suisse
- Format : Noir et blanc - Mono
- Genre : Drame, guerre
- Durée : 104 minutes
- Date de sortie : 1945 (la version restaurée du film ressort en 2016)
- Affiche : Jacques Bonneaud (France)

## Distribution
- Ewart G. Morrison : le major Telford
- John Hoy : le lieutenant John Halliday
- Ray Reagan : le sergent Jim Braddock
- Luisa Rossi : Tonina
- Giuseppe Galeati : le chauffeur
- Romano Calò : le prêtre
- Leopold Biberti : le lieutenant suisse
- Sigfrit Steiner : le médecin militaire
- Emil Gerber : le garde frontière
- Therese Giehse : Frau Wittels
- Robert Schwarz : Bernard Wittels
- Germaine Tournier : Mme Monnier
- Berthe Sakhnowsky : Chanele
- Jean Martin : le néerlandais
- Carlo Romatko : le travailleur yougoslave

## Distinctions
Le film a reçu le Grand Prix (ancêtre de la Palme d'or) lors du Festival de Cannes 1946 conjointement avec dix autres films.